# Pepi I Meryre
Pepi I Meryre (hay Pepy I) là vị pharaon thứ ba thuộc vương triều thứ Sáu của Ai Cập cổ đại. Triều đại của ông kéo dài hơn 40 năm bắt đầu từ giai đoạn khoảng cuối thế kỷ thứ 24 TCN cho tới giai đoạn đầu thế kỷ thứ 23 TCN, đây cũng là giai đoạn cuối của thời kỳ Cổ vương quốc. Mặc dù là con trai của vị pharaon đã sáng lập nên vương triều thứ Sáu là Teti thế nhưng ông chỉ có thể lên ngôi sau khi triều đại ngắn ngủi của vị pharaon ít được biết đến có tên là Userkare kết thúc. Thân mẫu của ông tên là Iput và có thể bà còn là con gái của pharaon Unas, vị vua cuối cùng của vương triều thứ Năm. Cho tới nay chúng ta mới biết chắc chắn rằng Pepi I có ít nhất sáu người vợ và một người con trai đó chính là pharaon Merenre Nemtyemsaf I, ông có thể đã cùng trị vì với con trai của mình vào giai đoạn cuối của triều đại. Một vị pharaon khác của vương triều thứ Sáu là Pepi II Neferkare cũng có khả năng là con trai của Pepi .
Triều đại của Pepi đã phải đối mặt với nhiều khó khăn mà khởi đầu bằng sự kiện cha của ông có thể đã bị ám sát và tiếp đó là triều đại của Userkare. Không những vậy vào giai đoạn khoảng sau năm trị vì thứ hai mươi của mình, Pepi đã dẹp tan âm mưu soán ngôi do một vương phi của ông ngấm ngầm thực hiện để nhằm đưa người con trai của bà ta lên ngôi vua và có thể là một mưu đồ đoạt vị khác của vị vizier vào giai đoạn cuối triều đại. Trước tình thế quyền lực của pharaon ngày một càng suy yếu trong khi thế lực của các dòng họ quan chức địa phương ngày càng trở nên lớn mạnh, Pepi đã tiến hành một dự án xây dựng đầy tham vọng bằng cách cho xây dựng nhiều ngôi đền dành cho những vị thần địa phương cùng với đó là các nhà nguyện dành cho giáo phái thờ cúng của riêng ông để nhằm củng cố quyền lực tại các tỉnh. Sự thịnh vượng của Ai Cập đã giúp cho Pepi trở thành vị pharaon xây dựng nhiều công trình nhất trong giai đoạn Cổ vương quốc. Không những thế, Pepi còn thúc đẩy sự phát triển của những thành thị nhỏ ở các tỉnh và tuyển chọn những quan lại không có xuất thân từ tầng lớp quý tộc để nhằm làm suy yếu quyền lực của các gia tộc địa phương hùng mạnh. Tiếp tục chính sách của vua cha, Pepi đã thiết lập nên một hệ thống kho chứa để giúp các phái viên của hoàng gia có thể dễ dàng thu thuế và huy động nhân lực. Và sau khi dẹp tan được âm mưu trong hoàng cung, ông đã cưới hai người con gái của vị nomarch xứ Abydos lần lượt là Ankhesenpepi I và Ankhesenpepi II để nhằm củng cố quyền lực của mình nhờ vào việc thông gia với Khui, không những thế Pepi I còn phong cho vợ của Khui là Nebet và con trai của bà ta tên là Djau làm vizier. Về đối ngoại, Pepi đã tiến hành các chiến dịch quân sự ở Nubia, Sinai và ở miền Nam Levant. Họat động thương mại giữa Ai Cập với Byblos, Ebla và các ốc đảo ở Sa mạc phía Tây đã phát triển phồn thịnh, ngoài ra Pepi còn cho tiến hành các cuộc thám hiểm để khai thác đá và khai thác mỏ ở Sinai và tới những vùng đất xa xôi khác.
Pepi đã cho xây dựng một quần thể kim tự tháp dành riêng cho việc thờ cúng bản thân mình sau khi qua đời ở Saqqara và nằm ngay cạnh khu quần thể này là sáu kim tự tháp khác dành cho những người vợ của ông. Kim tự tháp của Pepi ban đầu có chiều cao là 52m và kèm theo đó là một ngôi đền xa hoa giống với truyền thống của vương triều thứ Năm. Những đoạn bản văn kim tự tháp bao quát nhất thời kỳ Cổ vương quốc đã được khắc lên các bức tường trong căn phòng chôn cất Pepi I, tiền sảnh và phần lớn khu vực hành lang dẫn tới nó. Không những thế, đây dường như cũng là lần đầu tiên các đoạn văn này được khắc bên trong những kim tự tháp của các vương phi. Các nhà khảo cổ học đã phát hiện ra một bọc nội tạng cùng với một phần của xác ướp thông qua những cuộc khai quật và chúng được cho là thuộc vể vị pharaon này. Quần thể kim tự tháp của Pepi được gọi là Pepi Mennefer và tại nơi này các hoạt động thờ cúng Pepi I vẫn tiếp tục được duy trì cho tới tận thời kỳ Trung Vương quốc và thậm chí tên gọi của nó còn được dùng để chỉ kinh đô Memphis nằm gần đó. Sự thờ cúng Pepi chấm dứt vào giai đoạn đầu thời kỳ chuyển tiếp thứ Hai. Vào thời kỳ Tân Vương quốc, quần thể kim tự tháp của Pepi I đã trở thành nơi khai thác đá cho các hoạt động xây dựng và tới thời kỳ Mamluk thì chúng đã gần như bị phá hủy hoàn toàn.

## Gia đình
Pepi là con trai của Teti và Iput, con gái của Unas, vị pharaon cuối cùng của vương triều trước. Ông đã phải nhờ đến sự ủng hộ của các thế lực cát cứ hùng mạnh ở Thượng Ai Cập để lật đổ tên cướp ngôi Userkare, kẻ đã giết hại cha của ông và giành lại ngai vàng cho chủ nhân đích thực của nó. Những thế lực này sẽ vẫn có ảnh hưởng mạnh mẽ đến triều đình của ông sau này.
Hai người vợ quan trọng nhất của ông và là các bà mẹ của hai người kế vị của ông (Merenre Nemtyemsaf I và Pepi II) là Ankhesenpepi I và Ankhesenpepi II. Những người vợ khác được biết đến bao gồm Meryetites IV, Nebwenet và Inenek-Inti, họ được chôn trong các kim tự tháp liền kề với của Pepi, và Mehaa, người được biết đến trong lăng mộ của Hornetjerkhet con trai bà, ngoài ra còn có một nữ hoàng tên là Nedjeftet, được đề cập tới trên những mảnh phù điêu vỡ. Ông cũng đã có một con trai tên là Teti-Ankh và hai con gái, Iput và Neith, cả hai đã trở thành vợ của Pepi II.

## Triều đại
Triều đại của Pepi I đã được ghi dấu ấn bởi sự bành trướng mạnh mẽ tới Nubia, mở rộng giao thương tới các khu vực xa xôi như Liban và bờ biển Somalia, nhưng cũng còn bởi quyền lực đang ngày càng tăng lên của giai cấp quý tộc. Một trong những vị quan của nhà vua tên là Weni đã chiến đấu ở châu Á thay mặt cho ông. Khu phức hợp tang lễ của Pepi, Mennefer Pepy , cuối cùng đã trở thành tên cho toàn bộ thành phố Memphis dưới vương triều thứ 18.
Người ta thường cho rằng sự suy yếu của Cổ vương quốc bắt đầu xuất hiện dưới thời Pepi, với việc các nomarch (người đại diện cho nhà vua ở các vùng đất) đã trở nên hùng mạnh hơn và có nhiều ảnh hưởng hơn. Pepi I đã kết hôn với 2 chị em -Ankhesenpepi I và II - họ là con gái của Khui, một quý tộc từ Abydos với Quý Bà Nebet, bà ta đã được phong làm tể tướng của thượng Ai Cập. Pepi còn phong cho em trai của họ là Djau làm tể tướng sau này. Cả hai chị em đều có ảnh hưởng sâu rộng và con của họ sau này đều trở thành pharaon.

## Độ dài triều đại

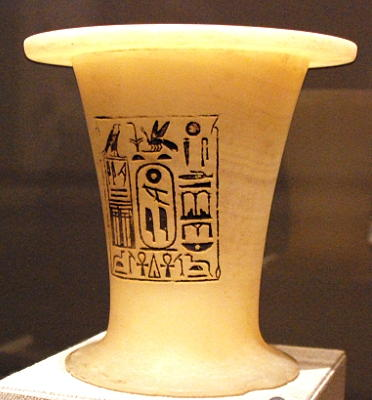
Một chiếc bình lễ vật của Pepi I. Nó dường như đã được sử dụng để kỷ niệm lễ hội Heb Sed của vị vua này

Một phân tích được thực hiện đối với văn kiện Biên niên sử trên tấm bia đá Nam Saqqara bị hư hại của vương triều thứ Sáu đã xác định cho ông một triều đại khoảng 48-49 năm nhưng điều này không được xác nhận bởi bản danh sách vua Turin mà dường như ấn định cho ông là 44 năm, theo như phân tích của nhà Ai Cập học người Đan Mạch Kym Ryholt đối với cuộn giấy cói này.Đã có một số nghi ngờ về việc liệu rằng phương pháp kiểm kê gia súc theo kỳ hạn đã được tiến hành hai năm một lần một cách chặt chẽ hay mang tính bất thường nhiều hơn. Tình huống thứ hai dường như là trường hợp được nêu đến trong dòng chữ khắc nổi tiếng Năm sau lần kiểm kê thứ 18, ngày 27 tháng thứ ba của Shemu  đến từ Wadi Hammamat No. 74-75, mà đề cập đến "lễ hội Heb Sed lần đầu tiên" trong năm đó cho Pepi. Cũng như là một Năm sau lần kiểm kê thứ 18, ngày thứ 5 tháng thứ tư của Shemu trên hình vẽ số 106 ở Sinai được nhà Ai Cập học người Pháp Michel Baud chú giải trong một cuốn sách vào năm 2006 về niên đại của Ai Cập . Đây sẽ là năm thứ 36 nếu phương pháp với kỳ hạn hai năm một lần được sử dụng. Thông tin này rất quan trọng bởi vì lễ hội Heb Sed luôn được tổ chức vào năm trị vì thứ 30 của nhà vua. Nếu Pepi I sử dụng phương pháp kiểm kê cứ mỗi hai năm một lần dưới triều đại của mình, thì những chữ khắc Hed Sed này thay vào đó phải có niên đại là vào năm sau lần kiểm kê thứ 15. Điều này có thể gợi ý rằng việc kiểm kê gia súc dưới thời vương triều thứ 6 đã không diễn ra thường xuyên hai năm một lần. Tuy nhiên, Michel Baud nhấn mạnh rằng năm thứ 18 vẫn được bảo quản trong tấm bia đá Nam Saqqara và viết rằng:

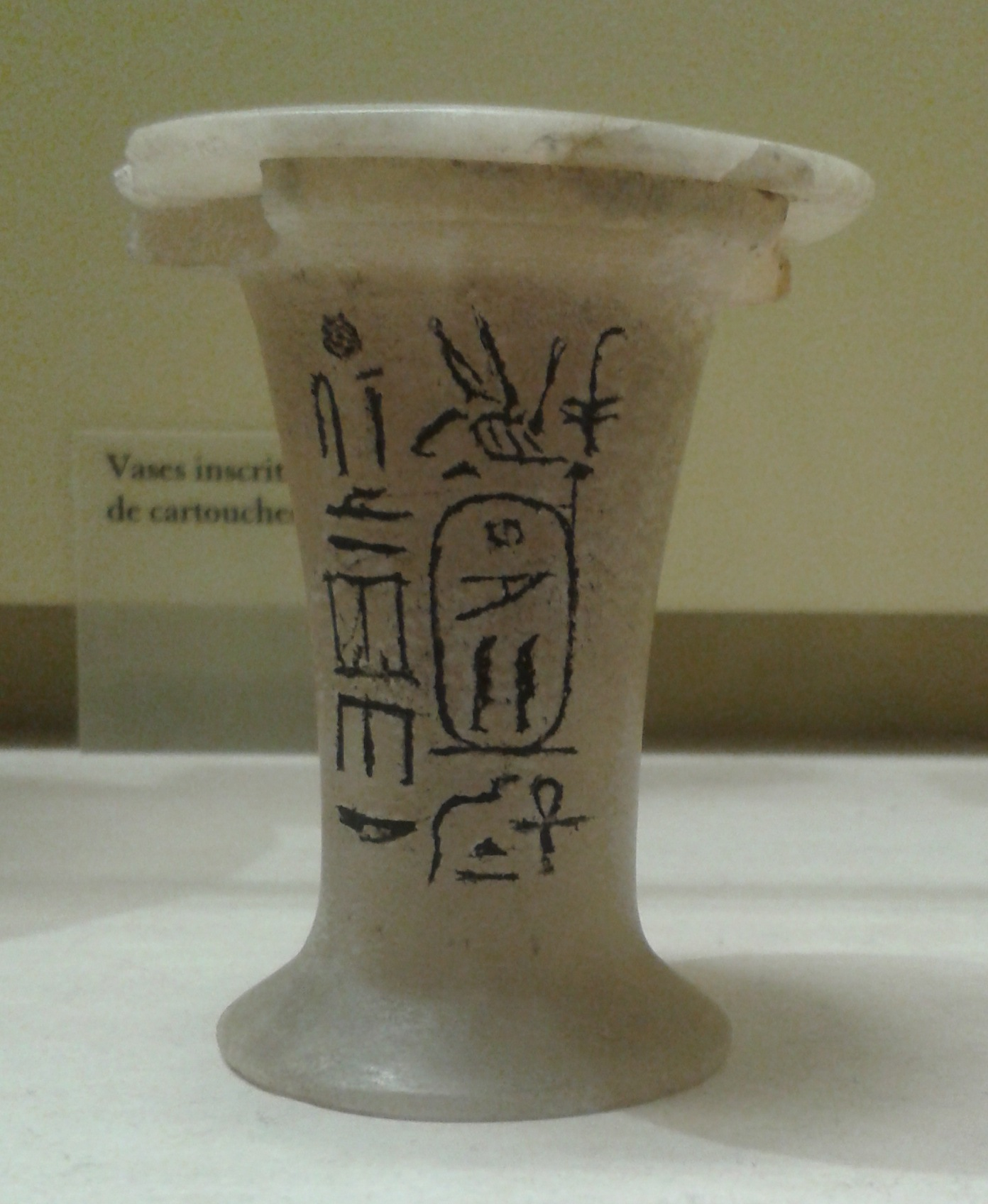
Bình đựng thuốc mỡ kỷ niệm lễ hội Sed đầu tiên của Pepi I, Musée du Louvre. Dòng chữ khắc đọc là: Vua của Thượng và Hạ Ai Cập Meryre, mong cho Ngài được ban cho cuộc sống mãi mãi. Nhân dịp lễ hội Sed lần thứ nhất.

"Ở giữa sự đề cập đến lần kiểm kê thứ 18 [ở đây] và cách thức của thông điệp kế tiếp thuộc về lần kiểm kê thứ 19, kết thúc danh sách D, khoảng trống sẵn có dành cho lần kiểm kê thứ 18+ mà dự kiến là chỉ bằng một nửa so với kích thước tiêu chuẩn của ô [năm kiểm kê] theo lý thuyết. Thật khó để tin rằng một khoảng trống chật hẹp như vậy lại tương ứng với lễ kỷ niệm 30 năm, mà rõ ràng là có tầm quan trọng đáng kể cho vị vua này (và tất cả các vị vua khác) ".
Baud lưu ý rằng có một xu hướng trong giai đoạn cai trị của vị vua này đó là việc đề cập đến lễ kỷ niệm đầu tiên được lặp đi lặp lại nhiều lần trong những năm tiếp theo sau lễ kỷ niệm - mà có liên quan đến hoạt động xây dựng nhộn nhịp tại khu phức hợp tang lễ của nhà vua cho đến tận cuối triều đại của Pepi I vào lúc niên đại cao nhất của vị pharaon này - Năm của lần kiểm kê thứ 25, tháng thứ nhất của Akhet, ngày [bị mất] - xuất hiện trên bản khắc Hatnub số 3 ; Lần kiểm kê thứ 25 cuối cùng của vị vua này cũng đã liên kết một cách nổi bật với lễ kỉ niệm hoàng gia đầu tiên của Pepi I . Bia đá Nam Saqqara đã xác nhận rằng năm trị vì cuối cùng của Pepi I là năm diễn ra lần kiểm kê thứ 25 của ông.
Do đó, việc nhắc đến lễ kỉ niệm lần đầu tiên của Pepi I mà được tổ chức vào năm diễn ra lần kiểm kê gia súc thứ 18 của ông có thể chỉ là một phần của xu hướng hoàng gia này nhằm để nhấn mạnh vào những năm tiếp theo sau khi lễ kỷ niệm đầu tiên của vua được tổ chức, cả Michel Baud và F. Raffaele đều lưu ý rằng ô năm dài nhất trên bia đá Nam Saqqara xuất hiện "tại đoạn đầu của danh sách D. Một cách tình cờ, ô [năm] này hoàn toàn phù hợp với năm 30/31, nếu một hệ thống đếm số cứ mỗi hai năm một cách chính xác được cho là" dưới thời của Pepi I (nghĩa là lần thứ 15). Do đó, những lần kiểm kê gần như có thể là hai năm một lần trong suốt thời trị vì của Pepi I và việc nhắc đến năm trị vì cuối cùng của ông - lần kiểm kê thứ 25 - ngụ ý rằng ông đã trị vì suốt 49 năm.

## Công trình kỷ niệm

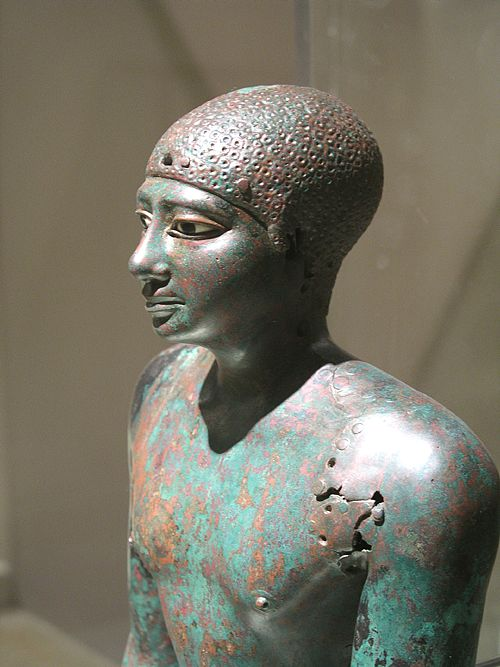
Bức tượng đồng nhỏ hơn của Merenre hoặc Pepi I

Hai bức tượng đồng của Pepi I và con trai ông Merenre đã được tìm thấy tại Hierakonpolis; người ta cho rằng chúng mô tả một cách tượng trưng hai vị vua "đang giẫm chân lên Chín cây cung", một sự mô tả mang tính cách điệu về việc Ai Cập chinh phục các dân tộc ngoại quốc . Những bức tượng hiếm có này được tìm thấy tại một trong những kho chứa ngầm dưới lòng đất của ngôi đền Nekhen "cùng với bức tượng của vua Khasekhemwy (vương triều thứ hai) và một con sư tử con bằng đất nung được tạo ra trong thời kỳ Thinite". Các bức tượng này đã được tháo rời và nhét vào bên trong lẫn nhau, chúng được bịt kín bằng một lớp đồng mỏng có khắc tên và tước hiệu của Pepi I "vào ngày đầu tiên của lễ kỉ niệm" hoặc ngày lễ Heb Sed . Trong khi danh tính của nhân vật trưởng thành lớn hơn được tiết lộ là Pepi I thông qua dòng chữ khắc, danh tính của bức tượng nhỏ hơn và trẻ hơn vẫn chưa được giải quyết. Giả thuyết phổ biến nhất đó là bức tượng nhỏ hơn là của Merenre.